# Dicranella strumulosa
Dicranella strumulosa är en bladmossart som beskrevs av Georg Friedrich von Jaeger 1872. Dicranella strumulosa ingår i släktet jordmossor, och familjen Dicranaceae. Inga underarter finns listade i Catalogue of Life.